# Yo nena, yo princesa (película)
Yo nena, yo princesa es una película dramática argentina de contenido LGBT+, estrenada en 2021 dirigida por Federico Palazzo. Narra la historia real de Luana Mansilla, quien nació como varón, pero que desde los dos años se identificó como niña. Basada en el libro autobiográfico Yo nena, yo princesa, escrito por su madre, Gabriela Mansilla, la película muestra la vida de Luana desde su nacimiento en 2007 con nombre y tratamiento masculino, su rebelión y exigencia de ser tratada como mujer desde los dos años, la compleja y traumática respuesta familiar y social ante el hecho y la lucha por ser reconocida en su identidad de género, hasta lograr que la presidenta Cristina Fernández de Kirchner en 2013, dejara sin efecto la decisión judicial de negarle un documento de identidad femenino, para proceder a emitir un nuevo documento, reconociendo su identidad autopercibida, cumpliendo con la Ley de Identidad de Género sancionada un año antes. De este modo Luana Mansilla se convirtió en la primera niña trans del mundo en ser reconocida por el Estado con la identidad de género acorde a la percibida sin sentencia judicial que lo ordenara.
Está protagonizada por Eleonora Wexler, Juan Palomino, Isabella G. C., Valentino Vena, Valentina Bassi, Lidia Catalano, Mariano Bertolini y Paola Barrientos. La película tuvo su lanzamiento limitado en las salas de cines de Argentina el 28 de octubre de 2021 bajo la distribución de Batata Films. A partir de junio de 2022 fue adquirida y transmitida internacionalmente por el canal Star+.
El papel de Luana lo interpreta la actriz Isabella G. C., quien también es la primera niña trans que actúa. La película contiene una escena (minuto 01:38:00 y ss) en la que la actriz que hace de Luana niña se cae patinando y es ayudada a levantarse por la verdadera Luana, ya adolescente.
Fue declarada de interés cultural por el Ministerio de Cultura de la Nación y el Ministerio de Educación de la Nación, así como también por el ente de Cultura de la Provincia de Tucumán.
La película fue recibida con reseñas positivas por parte de la crítica especializada, quienes elogiaron sobre todo la actuación de Wexler. En el sitio web Todas las críticas tuvo un porcentaje de aprobación del 64%.

## Sinopsis
La historia se centra en la vida de una pareja y sus hijos mellizos, de los cuales uno de ellos comienza a manifestar que se identifica como niña. A partir de esto, Gabriela (Eleonora Wexler), la madre, intentará comprender la situación de su hijo que prontamente pasa a ser una niña trans, comenzando así una lucha por los derechos y la identidad de género de Luana (Isabella G. C.), quien también deberá enfrentarse con el rechazo de su padre Guillermo (Juan Palomino).

## Reparto
- Eleonora Wexler como Gabriela Mansilla
- Juan Palomino como Guillermo
- Isabella G. C. como Manuel / Luana
- Valentino Vena como Elías
- Valentina Bassi como Silvia
- Lidia Catalano como Esther
- Mariano Bertolini como Federico
- Paola Barrientos como Licenciada Paván
- Héctor Bidonde como Roberto
- Irene Almus como Gori
- China Pereiro  como Sabrina, profesora de patín
- Laura Cymer como Viviana
- Claudio Da Passano como Seguridad de la Casa Rosada
- Mauricio Dayub como Jefe de Gabinete
- Marina Glezer como Maestra jardinera
- Ernesto Larrese como Abogado
- Paula Morales como Directora del colegio privado
- María Onetto como Licenciada Rodríguez
- Alejo Ortiz como Pastor
- Esteban Prol como Pediatra
- Fabián Vena como Asesor de menores
- Ana Celentano como Directora del colegio público

## Recepción

### Comentarios de la crítica
La película recibió críticas positivas a mixtas por parte de los expertos. Juan Pablo Russo de Escribiendo Cine calificó a la película con un 6, diciendo que su punto más fuerte es la actuación de Wexler quien «se carga en sus espaldas la película, nos convence de todo y nos hace preguntarnos porque el cine no la aprovecha un poco más», sin embargo, lo que cuestiona del filme es que «la temporalidad no queda muy en claro y por momentos confunde», pero que «con sus defectos y virtudes, [...] es una película honesta con un fin igual de honesto». Por su parte, Francisco Mendes Moas del sitio web Cine Argentino Hoy elogió la actuación de Isabella G. C describiéndola como «sublime», ya que posee «una mirada que transmite mil sensaciones, desde tristeza e incomodidad hasta inocencia y la alegría más pura», y a su vez rescató la gran química con Wexler, a quien también destacó su interpretación de una madre aguerrida. En esta misma línea, Ignacio Dunand del portal El Destape calificó a la cinta de «muy buena», alabando sobre todo la actuación de Wexler mencionando que es de las interpretaciones más honestas y que «ofrece una composición memorable en donde rebosa la intensidad sincera del amor maternal infinito». Santiago García de Leer Cine destacó que Palazzo logra que la película sea emocionante, como así también convincente y humana, pero criticó que hacia el final de la cinta, la última media hora, se vuelve agotadora y presenta una «vulgar bajada de línea didáctica, cuyo tono educativo es completamente anti cinematográfico».
Por otro lado, Rolando Gallego de Haciendo Cine cuestionó que el director por momentos se acerca a una ficción más televisiva, que cinematográfica, aunque logra recuperar en imágenes al personaje de Luana, como así también valoró la actuación de Isaballa G. C., comentando que «deja la vida en cada escena, construye su personaje a imagen y semejanza de ese relato que Gabriela Mansilla supo poner en palabras». En una reseña para el portal Otros Cines, Ezequiel Boetti escribió que la película está apoyada en «actuaciones intensas, pero nunca desbordadas [...] y que el relato encuentra en la fluidez narrativa su principal mérito», pero destacó que el problema se encuentra al final de la película, porque parece ser que «el guion asume estar escrito desde un presente muy distinto en términos de reconocimientos y derechos identitarios, y pone en boca de los personajes términos y conceptos estrictamente contemporáneos».

### Premios y nominaciones
| Lista de premios y nominaciones | Lista de premios y nominaciones | Lista de premios y nominaciones | Lista de premios y nominaciones | Lista de premios y nominaciones | Lista de premios y nominaciones |
| Año                             | Organización                    | Categoría                       | Nominado/a(s)                   | Resultado                       | Ref(s)                          |
| ------------------------------- | ------------------------------- | ------------------------------- | ------------------------------- | ------------------------------- | ------------------------------- |
| 2021                            | Premios Sur                     | Mejor actriz de reparto         | Paola Barrientos                | Nominada                        | [ 16 ]                          |
| 2021                            | Premios Sur                     | Mejor actriz revelación         | Isabella G.C.                   | Nominada                        | [ 16 ]                          |
| 2021                            | Premios Sur                     | Mejor actor revelación          | Valentino Vena                  | Nominado                        | [ 16 ]                          |
| 2021                            | Premios Sur                     | Mejor guion adaptado            | Federico Palazzo y José Paquez  | Nominados                       | [ 16 ]                          |
| 2021                            | Premios Sur                     | Mejor fotografía                | Milagros Chaín                  | Nominada                        | [ 16 ]                          |
| 2021                            | Premios Sur                     | Mejor montaje                   | Jonathan Smeke                  | Nominado                        | [ 16 ]                          |
| 2021                            | Premios Sur                     | Mejor sonido                    | Ileana Gigena y Joaquín Rosson  | Nominados                       | [ 16 ]                          |
| 2021                            | Premios Sur                     | Mejor música original           | Martín Bianchedi                | Nominado                        | [ 16 ]                          |
| 2022                            | Premios Platino                 | Cine y educación en valores     | Yo nena, yo princesa            | Nominado                        | [ 17 ]                          |
| 2022                            | Premios Argentores              | Mejor guion adaptado            | Federico Palazzo y José Paquez  | Ganadores                       | [ 18 ]                          |